# Le Violoniste à la fenêtre
Le Violoniste à la fenêtre est un tableau réalisé par le peintre français Henri Matisse au printemps 1918 à Nice. Cette huile sur toile représente un violoniste jouant devant une fenêtre. Elle est conservée au musée national d'Art moderne, à Paris.